# طبويق
الطبويق هو المظهر المحلي لحزن محرم، وخاصة عاشوراء في الإسلام الشيعي الإثني عشري، بين شعب مينانجكاباو في المناطق الساحلية في غرب سومطرة، في إندونيسيا، وخاصة في مدينة باريامان. ويُحتفل بهذه المناسبة أيضًا الملايويون في بنجكولو [الإنجليزية]
 في بنجكولو، حيث تُعرف باسم تابوت وأصبحت تقليدًا ثقافيًا مهمًا في المنطقة.

## التاريخ
يشير مصطلح " الطبويق" أيضًا إلى النعش الجنائزي الشاهق الذي يتم حمله أثناء موكب الذكرى. وهو مشابه في شكله لأعمدة الطوطم في فن الساحل الشمالي الغربي [الإنجليزية]
 للشعوب الأصلية في أمريكا الشمالية.
منذ عام 1831، جرت العادة على رمي الطبويق أو النعش في البحر كل عام في باريامان في يوم عاشوراء، وهو العاشر من محرم. أُدخلَت هذه الممارسة إلى المنطقة من قوات السباهي من الهند أو غرب آسيا الذين تمركزوا هناك - واستقروا لاحقًا - أثناء الحكم البريطاني.

## الأحداث

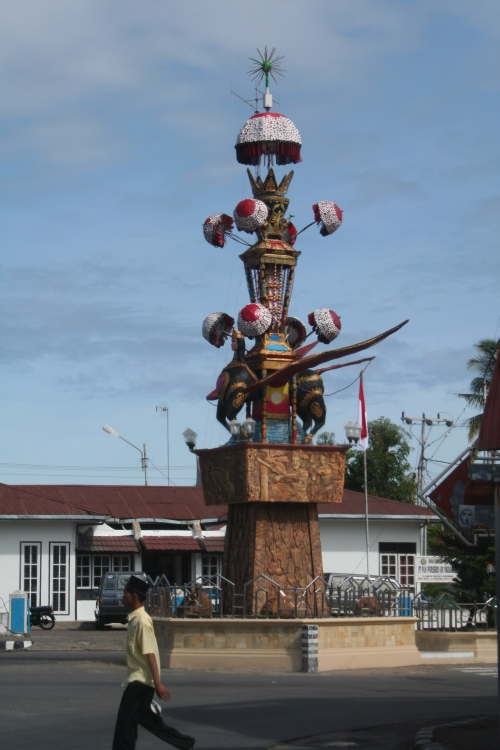
نصب تذكاري للطبويق في وسط باريامان، في إندونيسيا

يتضمن المهرجان إعادة تمثيل لمعركة كربلاء وضرب الطُّبول [الإنجليزية]
 والمرواس. على الرغم من أنه كان في البداية مهرجانًا اثني عشريًا، إلا أن معظم سكان باريامان وغيرهم من سكان جنوب شرق آسيا يقيمون في الوقت الحاضر مهرجانات مماثلة، والتي يحتفل بها حتى غير المسلمين.

## نعش الذكرى
ويشار إلى الذكرى باسم تابوت في اللغة الإندونيسية. التابوت هو الاسم الذي أطلق في القرآن على تابوت العهد. عادة ما يتم إعداد واحد أو أكثر من الطبويقات المصنوعة من الخيزران أو الروطان أو الورق للاحتفال. يجذب النصب التذكاري حشدًا كبيرًا من الناس، بما في ذلك كبار الشخصيات مثل حاكم المقاطعة. ويستطيع الزوار والمحتفلون مشاهدة الطبويق في الصباح قبل أن يُنقل ببطء إلى الشاطئ في موكب. في الظهيرة تُرمى الطبويق في البحر. وبعد ذلك يذهب العديد من الأشخاص للسباحة لتكوين "ذكريات" لا تُنسى عن الطبويق.

## معرض الصور

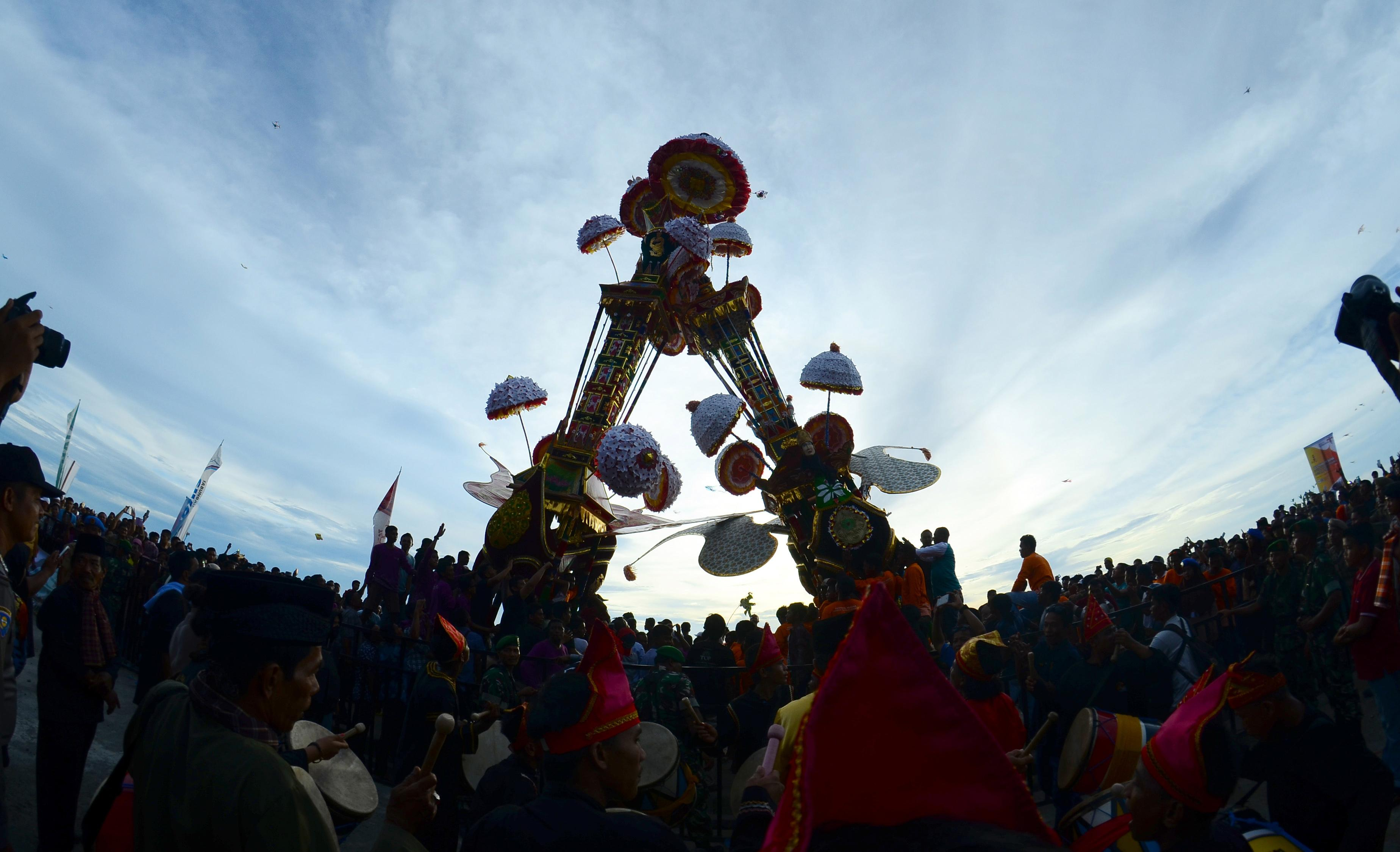
2018
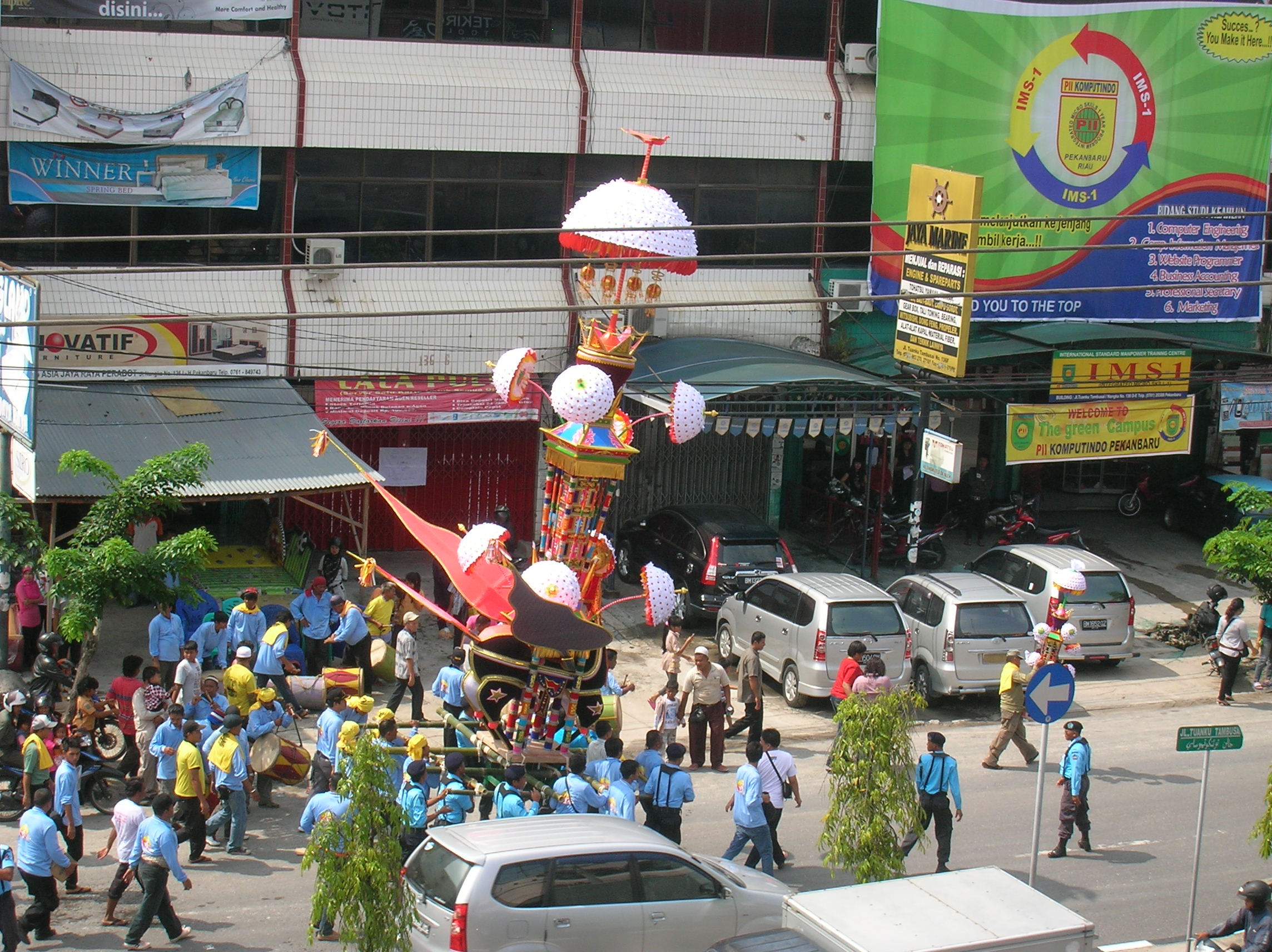
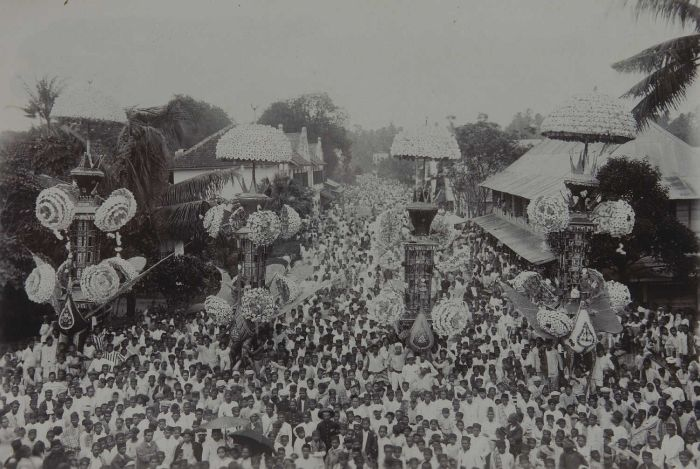
1915 أو 1935
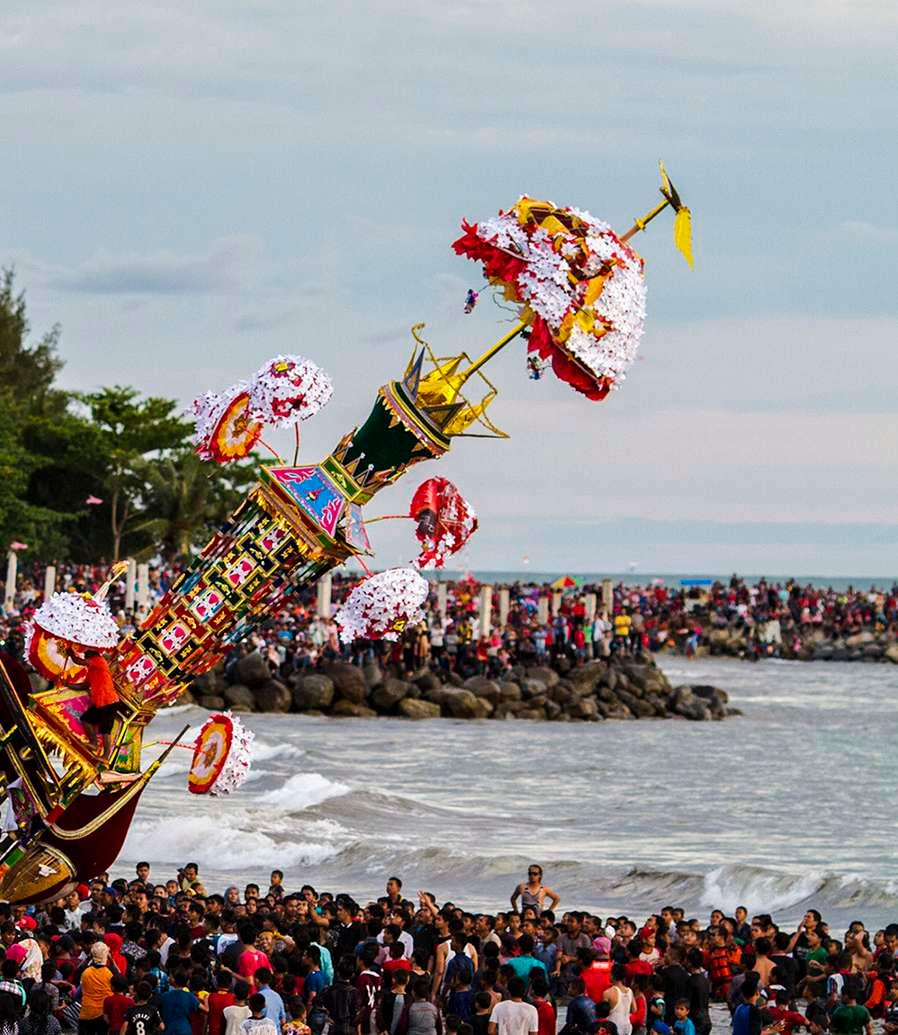

## طالع أيضًا
- ثقافة مينانغكاباو [الإنجليزية]
- ثقافة إندونيسيا
- الإسلام في إندونيسيا
- الإسلام الشيعي في إندونيسيا
- هوساي [الإنجليزية]

## روابط خارجية
- صور مهرجان الطبويق
- مهرجان الطبويق: سومطرة، إندونيسيا نسخة محفوظة 11 ديسمبر 2017 على موقع واي باك مشين.
- الطبويق: www. West-Sumatra.com – أرض الجنة